# Yangsan
Yangsan (en coreano:양산시, romanización revisada:yangsansi) es una ciudad ubicada en la provincia de Gyeongsang del Sur, al sur de la república de Corea del Sur. Está ubicada a unos 290 km al sur de Seúl y a 35 km al norte de Busan. Ocupa un área de 484,52 km² y su población total es de 266.205 (estadísticas del 2011).

## Administración
La ciudad de Yangsan se divide en 1 eup, 4 myeon y 7 dong.
| Español        | Coreano | Hanja  | Subdivisiones |
| -------------- | ------- | ------ | ------------- |
| Mulgeum-eup    | 물금읍  | 勿禁邑 | 4 ri          |
| Dong-myeon     | 동면    | 東面   | 8 ri          |
| Sangbuk-myeon  | 상북면  | 上北面 | 9 ri          |
| Wondong-myeon  | 원동면  | 院東面 | 8 ri          |
| Habuk-myeon    | 하북면  | 下北面 | 8 ri          |
| Gangseo-dong   | 강서동  | 江西洞 | 3 dong        |
| Deokgye-dong   | 덕계동  | 德溪洞 | 2 dong        |
| Samseong-dong  | 삼성동  | 三城洞 | 4 dong        |
| Seochang-dong  | 서창동  | 西倉洞 | 3 dong        |
| Soju-dong      | 소주동  | 焼酒洞 | 3 dong        |
| Jungang-dong   | 중앙동  | 中央洞 | 5 dong        |
| Pyeongsan-dong | 평산동  | 平山洞 | 1 dong        |

## Transporte
La ciudad de Yangsan se conecta con sus vecinas por medio de varios medios de transporte, entre ellos los trenes, con la Estación de Ulsan de la línea Gyeongbu (경부선) une Seúl con el suroeste del país.
El Río Nakdong sirve de suministro y medio de transporte.

## Ciudades hermanas
- Yurihonjō, (Akita)